# 朱裴
朱裴（？—1700年），字小晉，號裴公，室名擷蔬園，山西承宣布政使司平陽府聞喜縣（今山西省聞喜縣）人，清朝政治人物，同進士出身。

## 生平
顺治二年（1645年）乙酉科山西乡试解元。順治三年（1646年），登進士，授直隸易州知州，后改任河南禹州知州，有政績，期間逮捕盜渠。后升任刑部員外郎、廣東道御史，再遷禮科給事中。累升至工部侍郎，因病辭職。地震傷足，臥家九年卒。。

## 延伸阅读
[在维基数据编辑]
 《清史稿·卷264》，出自趙爾巽《清史稿》

## 外部連結
- 朱裴 （页面存档备份，存于） 中研院史語所